# Black House (film)
Pour l'habitat écossais, voir Black house.
Pour plus de détails, voir Fiche technique et Distribution.
Black House (hangeul : 검은 집, RR : Geomeun jib, littéralement « maison noire ») est un thriller sud-coréen réalisé par Sin Tae-ra, sorti en 2007.

## Synopsis
Ayant pour but d'enquêter sur les clients trompant sa compagnie, un jeune agent d'assurance arrive dans une maison étrangement sombre dans un quartier paumé, d'où un client lui a téléphoné afin d’éclaircir son contrat d'assurance. En peu de temps, il y découvre un enfant pendu sous ses yeux, avant que le père ne le voit. Ce dernier a un comportement indifférent envers le drame. À l'arrivée des policiers, l'agent est convaincu qu'il s'agit d'un crime commis par le client lui-même pour bénéficier de la prime d'assurance. L'enquête dure, et le suspect impatient, harcèle l'agent pour bénéficier de la prime. Craignant pour sa propre vie et surtout celle de sa fiancée, l'agent tente de prouver sa culpabilité et, d'une enquête à l'autre, discerne la vérité deux fois plus monstrueuse que ce qu'il aurait pu croire…

## Fiche technique
- Titre original : 검은 집 (Geomeun jib)
- Titre international : Black House
- Réalisation : Sin Tae-ra
- Scénario : Ahn Jae-hoon, Kim Seong-ho et Lee Yeong-joong, d'après le roman japonais de Yūsuke Kishi (1997)
- Photographie : Choi Joo-yeong
- Montage : Nam Na-yeong
- Musique : Choi Seung-hyun
- Production : Kim Bong-seo
- Société de production : CJ Entertainment
- Société de distribution : CJ Entertainment
- Pays d'origine : Corée du Sud
- Langue originale : coréen
- Format : couleur - 2.35 : 1 (CinemaScope) -
- Genre : thriller et horreur
- Durée : 104 minutes
- Date de sortie :
  -  Corée du Sud : 21 juin 2007

## Distribution
- Hwang Jung-min : Jeon Joon-oh, l'agent d'assurance
- Yoo Seon : Shin Yi-hwa, la femme de Park Choong-bae
- Kang Shin-il : Park Choong-bae, le père de l'enfant
- Kim Seo-hyung : Jang Mi-na, la conjointe de Jeon Joon-oh
- Kim Jeong-seok : Nam, le chef
- Yoo Seung-mok : Ma Yong-sik
- Jeong In-ki : le détective Oh

## Production
Black House est une adaptation du roman éponyme japonais de Yūsuke Kishi, publié en 1997, qui a déjà influencé le réalisateur japonais Yoshimitsu Morita pour son film intitulé 黒い家, soit The Black House pour le titre international, sorti en 1999.